# Pasilobus bufoninus
Pasilobus bufoninus är en spindelart som först beskrevs av Simon 1867.  Pasilobus bufoninus ingår i släktet Pasilobus och familjen hjulspindlar. Inga underarter finns listade i Catalogue of Life.